# Jack Frye
William John Frye dit Jack Frye (né le 18 mars 1904 à Sweetwater et mort le 3 février 1959 à Tucson) est un pionnier américain de l'aviation commerciale.
Frye a fondé la Standard Air Lines (en) qui après sa fusion avec la Trans World Airlines (TWA), lui permet de devenir président. Frye est reconnu pour avoir transformé la TWA en une compagnie aérienne de classe mondiale pendant son mandat de président de 1934 à 1947.